# Magritte du meilleur court métrage d'animation
Le Magritte du meilleur court métrage d'animation est une récompense décernée depuis 2016 par l'Académie André Delvaux, laquelle décerne également tous les autres Magritte du cinéma. Il est accordé au meilleur court métrage d'animation belge francophone de l'année.
De 2011 à 2015, les courts métrages étaient récompensés par le Magritte du meilleur court métrage, sans distinction entre les courts métrages de fiction et ceux d'animation.

## Palmarès

### Années 2010
| Année | Film                     | Réalisateur(s)                      |
| ----- | ------------------------ | ----------------------------------- |
| 2016  | Dernière porte au Sud    | Sacha Feiner                        |
| 2016  | Le Parfum de la carotte  | Rémi Durin et Arnaud Demuynck       |
| 2016  | Tranche de campagne      | Hannah Letaïf                       |
| 2017  | Pornography              | Éric Ledune                         |
| 2017  | Estate                   | Ronny Trocker                       |
| 2017  | Totem                    | Paul Jadoul                         |
| 2018  | Le Lion et le Singe      | Benoît Feroumont                    |
| 2018  | 69 Sec                   | Laura Nicolas                       |
| 2018  | La Licorne               | Rémi Durin                          |
| 2018  | Le Vent dans les roseaux | Nicolas Liguori et Arnaud Demuynck  |
| 2019  | La bague au doigt        | Gerlando Infuso                     |
| 2019  | Le quatuor à cornes      | Arnaud Demuynck et Benjamin Botella |
| 2019  | Not today                | Marine Jacob                        |
| 2019  | Simbiosis carnal         | Rocío Álvarez                       |

### Années 2020
| Année | Film                                          | Réalisateur(s)                      |
| ----- | --------------------------------------------- | ----------------------------------- |
| 2020  | La foire agricole                             | Stéphane Aubier et Vincent Patar    |
| 2020  | Grand loup & Petit loup                       | Rémi Durin                          |
| 2020  | Nuit chérie                                   | Lia Bertels                         |
| 2020  | Sous le cartilage des côtes                   | Bruno Tondeur                       |
| 2022  | On est pas près d'être des super héros        | Lia Bertels                         |
| 2022  | Amours libres                                 | Emily Worms                         |
| 2022  | Le Quatuor à cornes - Là-haut sur la montagne | Benjamin Botella et Arnaud Demuynck |
| 2022  | Tête de linotte !                             | Gaspar Chabaud                      |
| 2023  | Câline                                        | Margot Reumont                      |
| 2023  | Grosse colère                                 | Célia Tisserant et Arnaud Demuynck  |
| 2023  | Les grandes vacances                          | Vincent Patar et Stéphane Aubier    |
| 2023  | Les liaisons foireuses                        | Chloé Alliez et Violette Delvoye    |

## Nominations multiples
Une récompense et une nomination :
- Lia Bertels : récompensée en 2022 pour On est pas près d'être des super héros et nommée en 2020 pour Nuit chérie.
- Stéphane Aubier et Vincent Patar : récompensés en 2020 pour La foire agricole et nommé en 2023 pour Les grandes vacances. Par ailleurs, ils ont précédemment été récompensés du Magritte du meilleur court métrage pour La Bûche de Noël, en 2015.

Cinq nominations :
- Arnaud Demuynck : en 2016 pour Le Parfum de la carotte (avec Rémi Durin), en 2018 pour Le Vent dans les roseaux (avec Nicolas Liguori), en 2019 pour Le quatuor à cornes (avec Benjamin Botella), en 2022 pour Le Quatuor à cornes - Là-haut sur la montagne (avec Benjamin Bottela) et en 2023 pour Grosse colère (avec Célia Tisserant).

Trois nominations :
- Rémi Durin : en 2016 pour Le Parfum de la carotte (avec Arnaud Demuynck), en 2018 pour La Licorne et en 2020 pour Grand loup & Petit loup. Par ailleurs, Rémi Durin avait déjà été nommé en 2011 au Magritte du meilleur court métrage, pour De si près.

Deux nominations :
- Benjamin Botella : en 2019 pour Le quatuor à cornes (avec Arnaud Demuynck) et en 2022 pour Le Quatuor à cornes - Là-haut sur la montagne (avec Arnaud Demuynck).